# Szaturnusz
A Szaturnusz a hatodik bolygó a Naptól számítva, a második legnagyobb a Naprendszerben a Jupiter után. Egyike annak az öt bolygónak, amelyik a Földről szabad szemmel is látható. A Szaturnusznak látványos, jégből és törmelékekből álló gyűrűrendszere van. Szaturnuszról, a római istenről nevezték el. Jele az isten sarlójának stilizált képe (Unicode: ♄).
A Szaturnusz belső magja valószínűleg vas-nikkel összetételű, a magot fémes hidrogén veszi körül, ezután egy közbülső réteg következik, amit folyékony hidrogén és folyékony hélium alkot, és végül a bolygó külső takarója gázokból áll. A Szaturnusz légkörének halvány-sárgás színezete van, ezt a benne található ammóniakristályok okozzák.
A fémes hidrogénrétegben elektromos áramok folynak, ez kelti a bolygó körüli mágneses mezőt, ami gyengébb, mint a Föld esetében, de mágneses momentuma 580-szor erősebb, a Szaturnusz nagyobb mérete miatt. A Szaturnusz mágneses mezőjének térerőssége egy huszada a Jupiterének.
A külső légkör általában nélkülözi a kontrasztokat, de hosszabb ideig is fennmaradó alakzatok időnként megjelenhetnek rajta. A szélsebesség elérheti az 1800 km/h-t (ez több, mint a Jupiter esetében, de nem olyan nagy értékű, mint a Neptunuszon).
A Szaturnusz legismertebb jellegzetessége a gyűrűrendszere, amit nagyrészt jégkristály, kisebb mértékben sziklatörmelék és kozmikus por alkot. Legalább 82 holdja ismert, ezek közül 53 van hivatalosan elnevezve.
A Titán, a Szaturnusz legnagyobb holdja (a második legnagyobb hold a Naprendszerben) nagyobb, mint a Merkúr bolygó, bár tömege kisebb. Ez az egyetlen olyan hold a Naprendszerben, aminek jelentős légköre van.

## Fizikai tulajdonságok

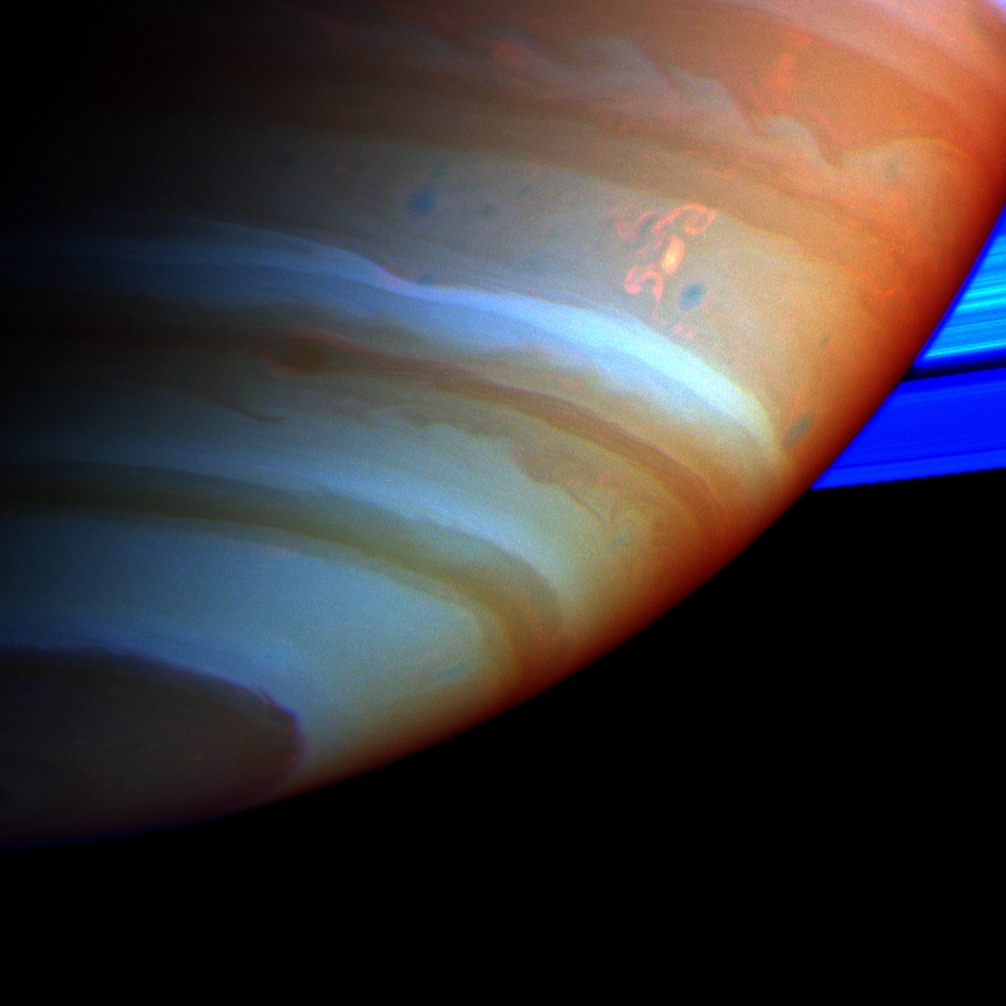
A Szaturnusz légköri sávjai

A Szaturnusz lapított gömb alakú. Az egyenlítői és sarki átmérő majdnem 10%-kal különbözik (120 536, illetve 108 728 kilométer). Ez a nagy sebességű forgás eredménye. A többi gázbolygó szintén lapított, de kisebb mértékben. A Szaturnusz a Naprendszer egyetlen bolygója, melynek sűrűsége kisebb a víznél. Bár a Szaturnusz magja sokkal sűrűbb, mint a víz, az átlagos sűrűsége a gáznemű légkör miatt 0,69 g/cm³. Mágneses tengelye szinte egybeesik a forgástengelyével, ami ellentmond a bolygók mágneses tere kialakulásának, így ez az elmélet módosításra szorul.
Forgástengelye 27°-kal tér el az ekliptikára merőleges egyenestől. Az eltérést a bolygó körül keringő holdak okozzák. Az eltérés a következő pár milliárd évben még tovább fog növekedni. A tengelyferdeség fő oka a legnagyobb hold, a Titán. A holdak egyre távolodnak az anyabolygójuktól, és ez hozzájárul a bolygó tengelyferdeségének kialakulásához, illetve annak növekedéséhez. A ferdeség kialakulásának kezdete mindössze 1 milliárd évvel ezelőttre tehető. A ferdeséghez a Neptunusz bolygó is hozzájárul. A tanulmány készítő két tudós egyike a Párizsi Obszervatóriumban (PSL/CNRS) dolgozik, a másikuk a Sorbonne Egyetemen. A kutatást az Institute of Celestial Mechanics and Ephemeris Calculation intézetben végezték, ami a Párizsi Obszervatórium egyik részlege. A tanulmány 2021. január 18-án a Nature Astronomy szakfolyóiratban jelent meg.
A Szaturnusz belső szerkezete hasonlít a Jupiterhez, egy sziklás mag a központban, felette egy folyékony fémes hidrogénréteg, kívül pedig egy molekuláris hidrogénréteg. A Szaturnusz belsejének hőmérséklete a magnál eléri a 11 700 °C-ot, és emiatt a bolygó több energiát sugároz vissza az űrbe, mint amennyit a Naptól kap. Az energiakülönbség legnagyobb részét a Kelvin-Helmholtz folyamat (lassú gravitációs kompresszió) hozza létre, de ez egyedül nem lehet elegendő, hogy megmagyarázza a Szaturnusz teljes hőtermelését. Egy másik elmélet feltételezi, hogy a bolygó belsejében a folyékony hidrogénben lassan lesüllyedő hélium hőenergiát szabadít fel.
A Szaturnusz hőmérséklete -140 és -180 Celsius fok között váltakozik.
A Szaturnusz légköre a Jupiterhez hasonló sávos felépítésű, de a Szaturnusz sávjai sokkal halványabbak és sokkal szélesebbek az egyenlítő közelében. A Szaturnusz szelei a Naprendszerben a leggyorsabbak közé tartoznak. A Voyager adatok szerint elérhetik az 1800 km/h-t. A Szaturnusz halványabb felhőmintázatát a Voyager küldetésekig nem láthattuk. Azóta a földi teleszkópok már annyit fejlődtek, hogy rendszeres megfigyeléseket végezhetnek.
A Szaturnusz általában nyugodt légköre néha hosszú életű oválisokat és más jellemzőket mutat. 1990-ben a Hubble űrtávcső egy óriási fehér felhőt figyelt meg az egyenlítő közelében, amely a Voyager megközelítések idején még nem volt meg. Az 1990-es vihar ún. Nagy Fehér Folt volt, egy egyedülálló, de rövid életű jelenség, durván 30 éves periódussal. Nagy Fehér Foltokat korábban 1876-ban, 1903-ban, 1933-ban, és 1960-ban figyeltek meg. A periódust követve egy másik vihar 2020 körül fog kialakulni.
Az északi póluson egy mintegy 25 000 km széles, közel szabályos hatszög alakú légköri képződmény található, amit még az 1980-as években figyeltek meg először. Jellegzetességét közel szabályos alakja és az adja, hogy együtt forog a bolygóval. Peremén futóáramlás figyelhető meg. Belsejében sötétebb a légkör. Kiterjedése és kialakulása pontosan még nem ismert.

## Gyűrűk

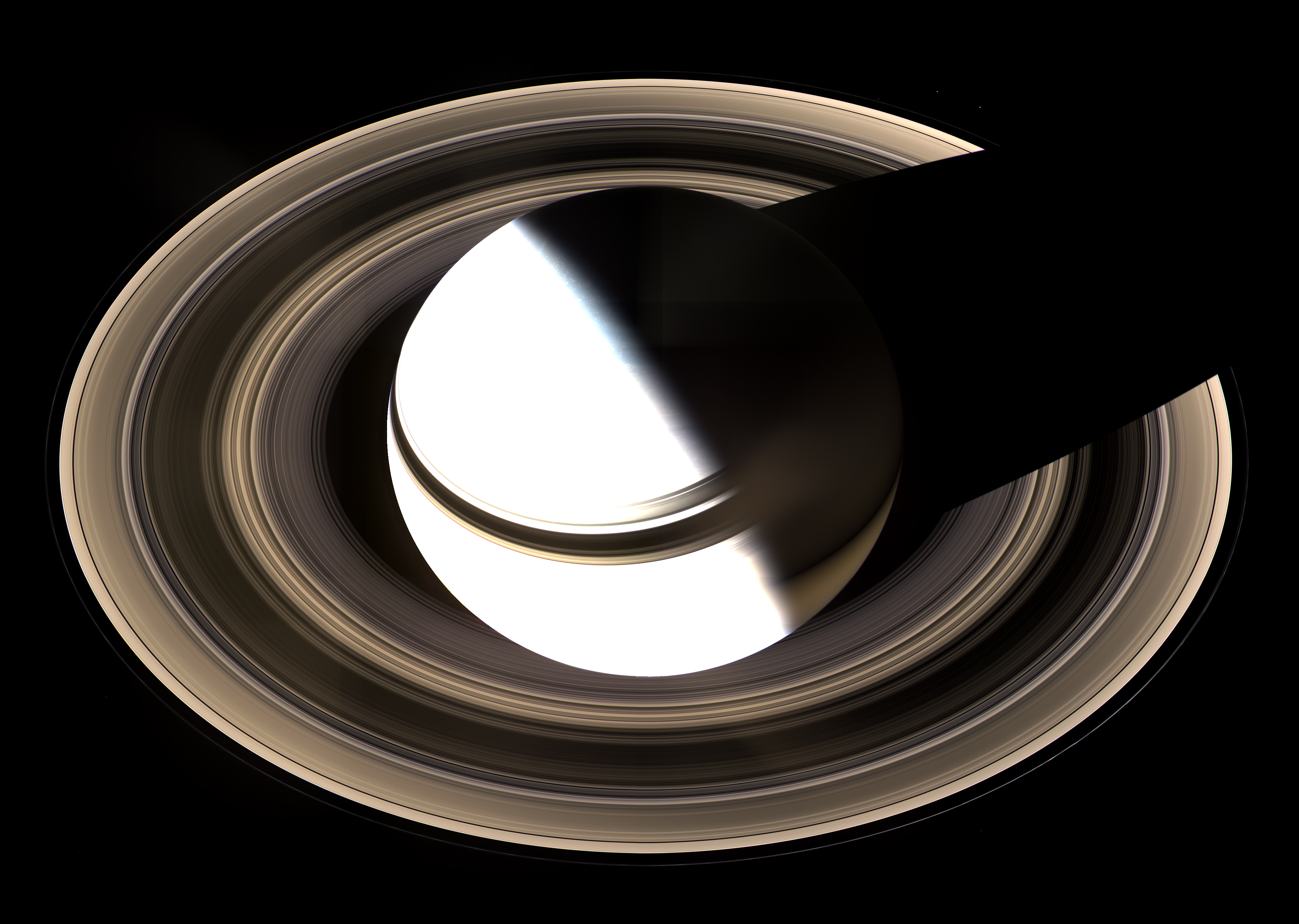
A Szaturnusz gyűrűi a Cassini űrszonda felvételén

A Szaturnusz főleg a gyűrűrendszeréről ismert, amely az egyik leglátványosabb objektum a Naprendszerben. A főbb gyűrűk nevei: D, C, B, A, F, G és E (a bolygótól való távolság függvényében).

### Történet
A gyűrűket először Galileo Galilei figyelte meg távcsövével 1610-ben, de nem tudta azonosítani őket. Azt írta, "a bolygó nincs egyedül, hanem három részből áll, amelyek majdnem érintik egymást és soha nem mozdulnak el egymáshoz képest". 1612-ben a gyűrűk síkja közvetlenül a Föld felé irányult és a gyűrűk látszólag eltűntek, majd 1613-ban újra megjelentek.
1655-ben Christiaan Huygens volt az első, aki felvetette, hogy a Szaturnuszt egy gyűrű veszi körbe. Egy, a Galiliénál fejlettebb távcsövet használva Huygens megfigyelte a Szaturnuszt, és azt írta: "a Szaturnuszt egy vékony, széles gyűrű veszi körbe, amely sehol nem érinti".
1675-ben Giovanni Domenico Cassini megállapította, hogy a Szaturnusz gyűrűjét valójában több kisebb gyűrű és a köztük lévő rések alkotják; a legnagyobb ilyen rést később Cassini-résnek nevezték el.
1859-ben James Clerk Maxwell bebizonyította, hogy a gyűrűk nem lehetnek egy tömbből, és felvetette, hogy apró részecskéből állnak, melyek egymástól függetlenül keringenek a bolygó körül. Maxwell elméletét 1895-ben bizonyították be a gyűrűkről végzett spektroszkópos megfigyelésekkel, amelyeket James Keeler végzett a Lick Obszervatóriumban.

### Fizikai tulajdonságok
A gyűrűket már kisebb távcsővel is meg lehet figyelni. 6630 és 120 700 kilométer magasságban találhatók a Szaturnusz egyenlítője fölött. Vastagságuk mindössze 10 m körüli, helyenként azonban 4 km-es magasságot elérő hullámok találhatók benne. Főleg kőzetekből, vas-oxidból és jégrészecskékből állnak, melyek mérete a porszemtől a kisebb személygépkocsiig terjed.
Két fő elmélet létezik a Szaturnusz-gyűrűk eredetének magyarázatára. Az egyik elmélet, amelyet eredetileg a 19. században Édouard Roche javasolt az, hogy a gyűrűk egyszer a Szaturnusz egyik holdját alkották, melynek pályamagassága annyira lecsökkent, hogy a bolygó közelében az árapályerők miatt széthullott (lásd Roche-határ). Ennek az elméletnek egy változata, hogy a hold egy nagy üstökössel vagy aszteroidával való ütközés miatt hullott szét. A második elmélet szerint a gyűrűk soha nem képezték egy hold részét, hanem az eredeti csillagközi anyagból maradtak meg, amelyből a Szaturnusz kialakult. Ezt az elméletet széles körben ma már nem fogadják el, mióta a gyűrűkről úgy tudják, néhány millió éves időszakon túl instabilak, tehát viszonylag új eredetűek lehetnek.
Míg a legnagyobb gyűrűrések, mint például a Cassini-rés vagy az Encke-rés, a Földről is megfigyelhetők, a Voyager szondák felfedezték, hogy a gyűrűket több ezer kisebb gyűrű és vékony rések bonyolult szerkezete alkotja. Ez a szerkezet a Szaturnusz-holdak gravitációs vonzásából származik.
A Cassini űrszonda adatai azt mutatják, hogy a Szaturnusz gyűrűi saját légkörrel rendelkeznek. A légkör molekuláris oxigénből (O2) áll, ami a Napból érkező ultraibolya fény és a gyűrűkben lévő vízjég kölcsönhatásából jön létre.

### Küllők

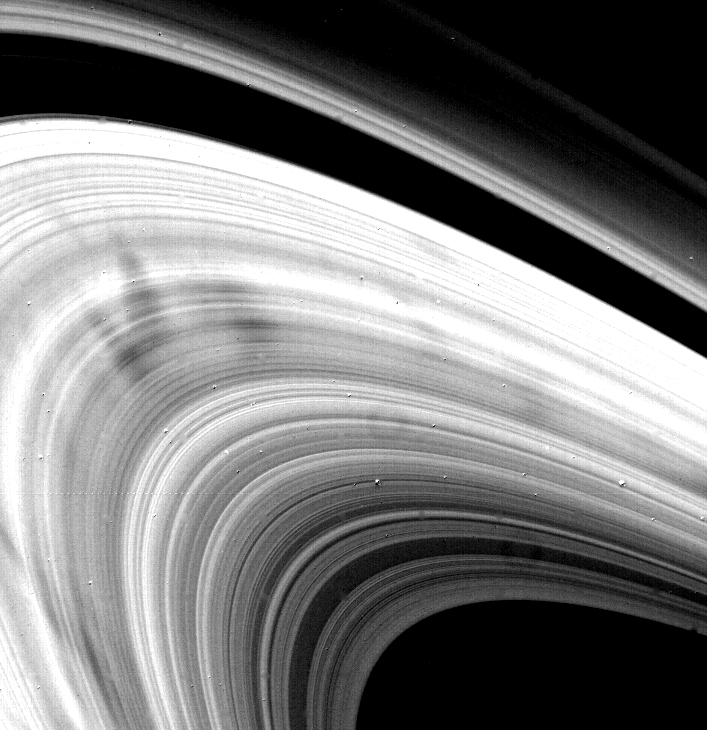
Küllők a B-gyűrűben

1980-ig a Szaturnusz gyűrűinek szerkezetét kizárólag a gravitációs erők hatásaként magyarázták. A Voyager szondák sugaras alakzatokat találtak a B-gyűrűben, melyeket küllőknek hívunk, és amelyeket ezzel a módszerrel nem magyarázhattak meg. A küllők sötétnek tűnnek a gyűrűk fényesebb része mellett. Feltételezik, hogy elektromágneses kölcsönhatásokhoz kapcsolódnak, mivel a Szaturnusz magnetoszférájával majdnem egyidejűleg keringenek. Mindazonáltal a küllők kialakulásának folyamata egyelőre ismeretlen.
Huszonöt évvel később a Cassini űrszonda megint megfigyelte a küllőket. Úgy tűnik, idényjellegű jelenségek, akkor jelennek meg, mikor a Szaturnusz napéjegyenlőséghez közelít. A Cassini megérkezésekor a küllők nem voltak láthatóak. Néhány tudós az addigi modellek alapján, 2007-re jósolta meg a küllők megjelenését. A Cassini képkezelő csapata ezért állandóan küllőket keresett a gyűrűk képeiben, melyeket végül meg is találtak a 2005. szeptember 5-én készített felvételeken.

## Porgyűrű

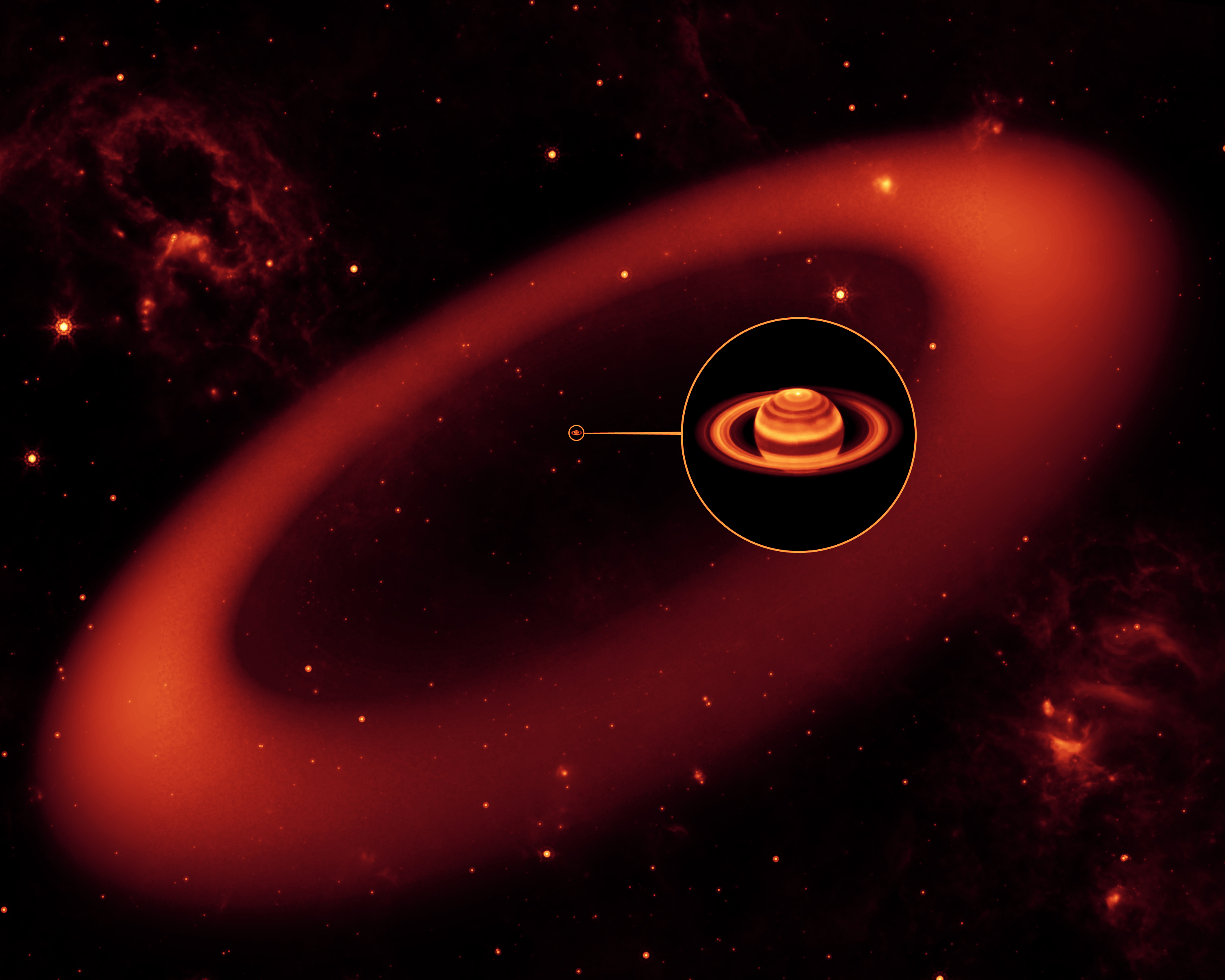
A porgyűrű a Szaturnusz körül (a bolygó méretarányosan a kép közepén, a kis körben helyezkedik el – tőle jobbra nagyítva látható)

A Spitzer űrteleszkóp infravörös felvételei alapján 2009. október 6-án óriási, az eddig ismertek méretét messze meghaladó, porból és jégszemcsékből álló gyűrűt fedeztek fel a Szaturnusz körül. A gyűrű átmérője körülbelül 300-szorosa, vastagsága pedig mintegy 20-szorosa a bolygó átmérőjének. A látható fény tartományában egyáltalán nem figyelhető meg, ezért maradhatott eddig észrevétlen. Az egész alakzat kiterjedésére jellemző, hogy ha szabad szemmel láthatnánk, a Földről nézve két teliholdnyi átmérőt foglalna el az égbolton. A porgyűrű belső széle a bolygótól körülbelül 6 millió kilométerre található, míg a külső széle durván 12 millió kilométeres távolságig terjed. A porgyűrű mintegy 27 fokos szögben hajlik a fő gyűrűrendszer síkjához.
Az újonnan felfedezett gyűrű messze a legnagyobb az óriásbolygó ismert gyűrűihez képest. Nem rendelkezik éles határokkal. Benne kering a Phoebe hold, amely a feltételezések szerint a gyűrű anyagának forrása. Az égitest minden bizonnyal nem a bolygóval együtt keletkezett, a Szaturnusz később fogta be.
A 2003-ban indított, a Nap körül keringő, 2009-ben a Földtől 107 millió km-re levő Spitzer-űrtávcső a hideg (kb. 80 K hőmérsékletű, -193 °C) por infravörös sugárzását detektálta a Szaturnusz környezetéből.
Az új gyűrű talán egy régi rejtélyre is választ adhat a Szaturnusz rendszerével kapcsolatban. A kétarcú – az egyik oldalán fényes, a másikon sötét – Iapetus hold talán attól néz ki ilyen furcsán, mert kölcsönhatásban áll az óriásgyűrűből származó poranyaggal. Míg a Iapetus, a legtöbb más hold és a belső gyűrűk is egy irányban keringenek, addig a Phoebe és a hozzá kapcsolható új alakzat az ellenkező irányban. A Iapetus egyik felén csapódhat le a gyűrűből befelé jutó por, mint nyári estéken a rovarok az autók szélvédőin.

## Holdak

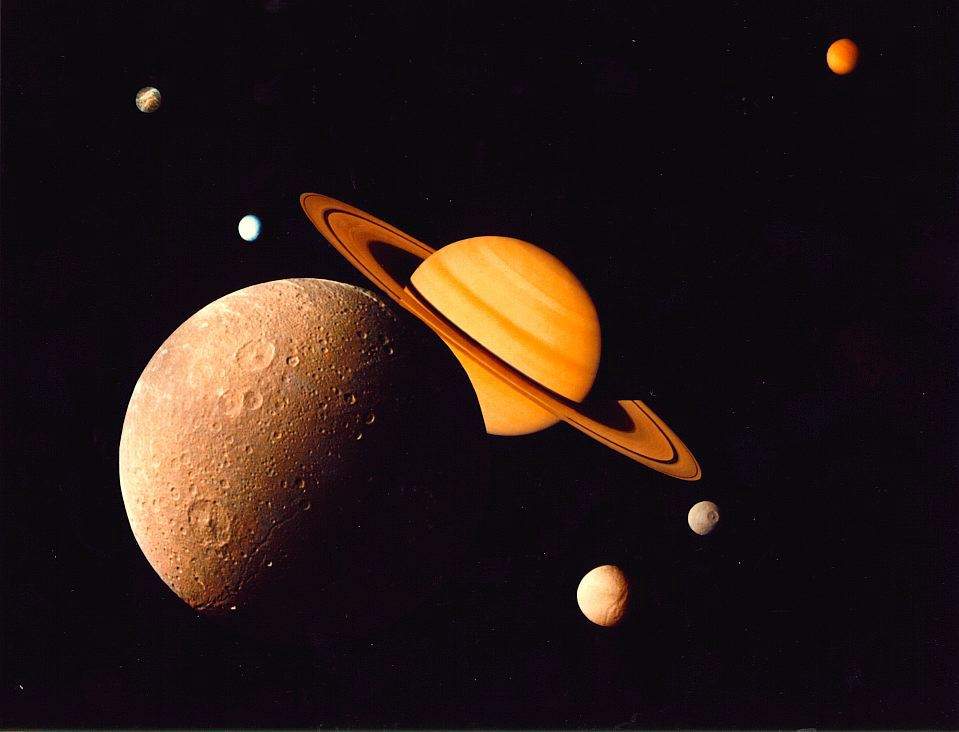
A Szaturnusz holdjai (fotómontázs)

A Szaturnusznak 2019-ben 82 holdja ismert. A további holdak besorolása nehézkes. A pontos számukat nem lehet meghatározni, mert nézőpont kérdése, hogy mi számít valódi holdnak, és mi egy gyűrűhöz tartozó szikla vagy jégdarab.
- Az űrkorszak előtt kilenc ismert holdja volt a Szaturnusznak.
- 1980-ban a Voyager–1 űrszonda további kilenc holdat fedezett fel.
- A 2000-ben kezdődött felmérés során 12 új holdat azonosítottak, többnyire kis méretű szikla- és jégdarabokat.
- 2003-ban a földi teleszkópok felvételei alapján sikerült rátalálni egy új holdra.
- A Cassini űrszonda 2004-ben érkezett meg a Szaturnuszhoz és még abban az évben 5 újabb holdat fényképezett le.
- 2004-ben és 2005-ben földi távcsövekkel további 12, külső pályán keringő holdat fedeztek fel.[21][22]
- 2006-ban a Cassini űrszonda, a Hubble-űrtávcső és földi teleszkópok felvételei alapján újabb 8 holdat sikerült beazonosítani [23][24]

A holdak közül sok kis méretű van: 57-ből 31 átmérője nem éri el a 10, további 13 pedig az 50 km-t. A holdak közül csak hét elég nagy ahhoz, hogy gömb alakba álljon össze saját gravitációja alatt. A Szaturnusz legfigyelemreméltóbb holdja a Titán, a Naprendszerben az egyetlen hold, amelynek sűrű légköre van.
| Név       | Átmérő [km] | Tömeg [t]          | Pályasugár [km]  | Periódus [nap] |
| --------- | ----------- | ------------------ | ---------------- | -------------- |
| Mimas     | 400 (10%)   | 4 × 1016 (0,05%)   | 185 000 (50%)    | 0,9 (3%)       |
| Enceladus | 500 (15%)   | 1,1 × 1017 (0,2%)  | 238 000 (60%)    | 1,4 (5%)       |
| Tethys    | 1060 (30%)  | 6,2 × 1017 (0,8%)  | 295 000 (80%)    | 1,9 (7%)       |
| Dione     | 1120 (30%)  | 1,1 × 1018 (1,5%)  | 377 000 (100%)   | 2,7 (10%)      |
| Rhea      | 1530 (45%)  | 2,3 × 1018 (3%)    | 527 000 (140%)   | 4,5 (20%)      |
| Titán     | 5150 (150%) | 1,35 × 1019 (180%) | 1 222 000 (320%) | 16 (60%)       |
| Iapetus   | 1440 (40%)  | 2 × 1018 (3%)      | 3 560 000 (930%) | 79 (290%)      |

További holdak:
- Ijiraq
- Kiviuq
- Paaliaq
- Siarnaq
- Tarkeq

## Megfigyelés

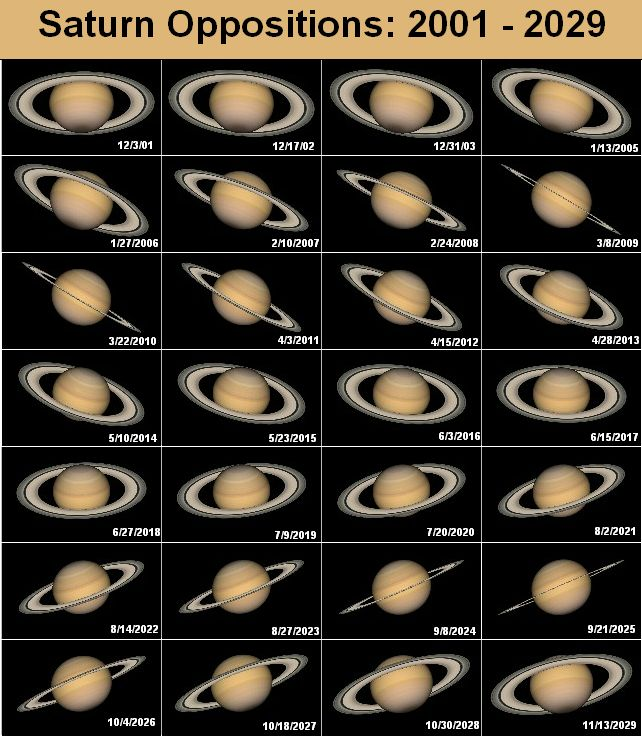
A Szaturnusz nézete a Földről

A Szaturnuszt történelem előtti idők óta ismerik. Ez a legtávolabbi bolygó, amely könnyen észrevehető szabad szemmel. A másik négy a Merkúr, a Vénusz, a Mars és a Jupiter. Az Uránusz csak sötét éjszakákon látható szabad szemmel. A Szaturnusz az éjszakai égbolton fényes, sárgás csillagként jelenik meg, +1 és 0 magnitúdó közötti látszólagos fényességgel. Hozzávetőleg 29,5 év alatt tesz meg egy teljes fordulatot a Nap körül. Legalább 20-szoros nagyítású optikai segédeszköz szükséges ahhoz, hogy a Szaturnusz gyűrűi megfigyelhetők legyenek.
A Szaturnusz a Nappal történő együttállás (konjunkció) időszakának kivételével jól látható az éjszakai égbolton, de a bolygót és a gyűrűket legjobban akkor láthatjuk, amikor a bolygó szembenállásban (a bolygó az égbolton a Nappal ellentétes pontban) van. A 2005. január 13-i szembenállás során a Szaturnusz fényesebb volt, mint bármikor lesz 2031-ig, javarészt a gyűrűk Földhöz viszonyított helyzete miatt.

## Kutatás

### Űrszondák
| Műhold neve     | Megérkezés          | Küldetés típusa | Távolság (km) | Sorsa                                                                     |
| --------------- | ------------------- | --------------- | ------------- | ------------------------------------------------------------------------- |
| Pioneer–11      | 1979. szeptember 1. | közelrepülés    | 20 900        | A Naprendszert elhagyó pályára állt                                       |
| Voyager–1       | 1980. november 12.  | közelrepülés    | 124 000       | A Titánnal való találkozása után, folytatta Naprendszerből kivezető útját |
| Voyager–2       | 1981. augusztus 25. | közelrepülés    | 100 800       | Pályára állt a Uránusz felé                                               |
| Cassini Huygens | 2004. július 1.     | keringőegység   | -             | 2017. szeptember 15-én irányított becsapódással ért véget                 |

### Pioneer–11

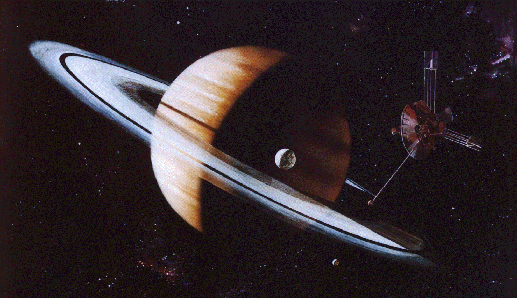
A Pioneer–11 a Szaturnusznál (fantáziarajz)

A Szaturnuszt először a Pioneer–11 látogatta meg 1979 szeptemberében. A bolygó felhőitől 20 000 kilométerre repült el. Kisfelbontású képeket készített a bolygóról és néhány holdról; a képek felbontása nem volt elég jó ahhoz, hogy felszíni alakzatokat lehessen kivenni rajtuk. Az űrszonda tanulmányozta a gyűrűket is; a felfedezések között volt a vékony F-gyűrű és a tény, hogy a sötét rések a gyűrűkben fényesek, mikor a Nap irányába néznek, tehát nem teljesen üresek. Pioneer–11 megmérte a Titán hőmérsékletét is.

### Voyager

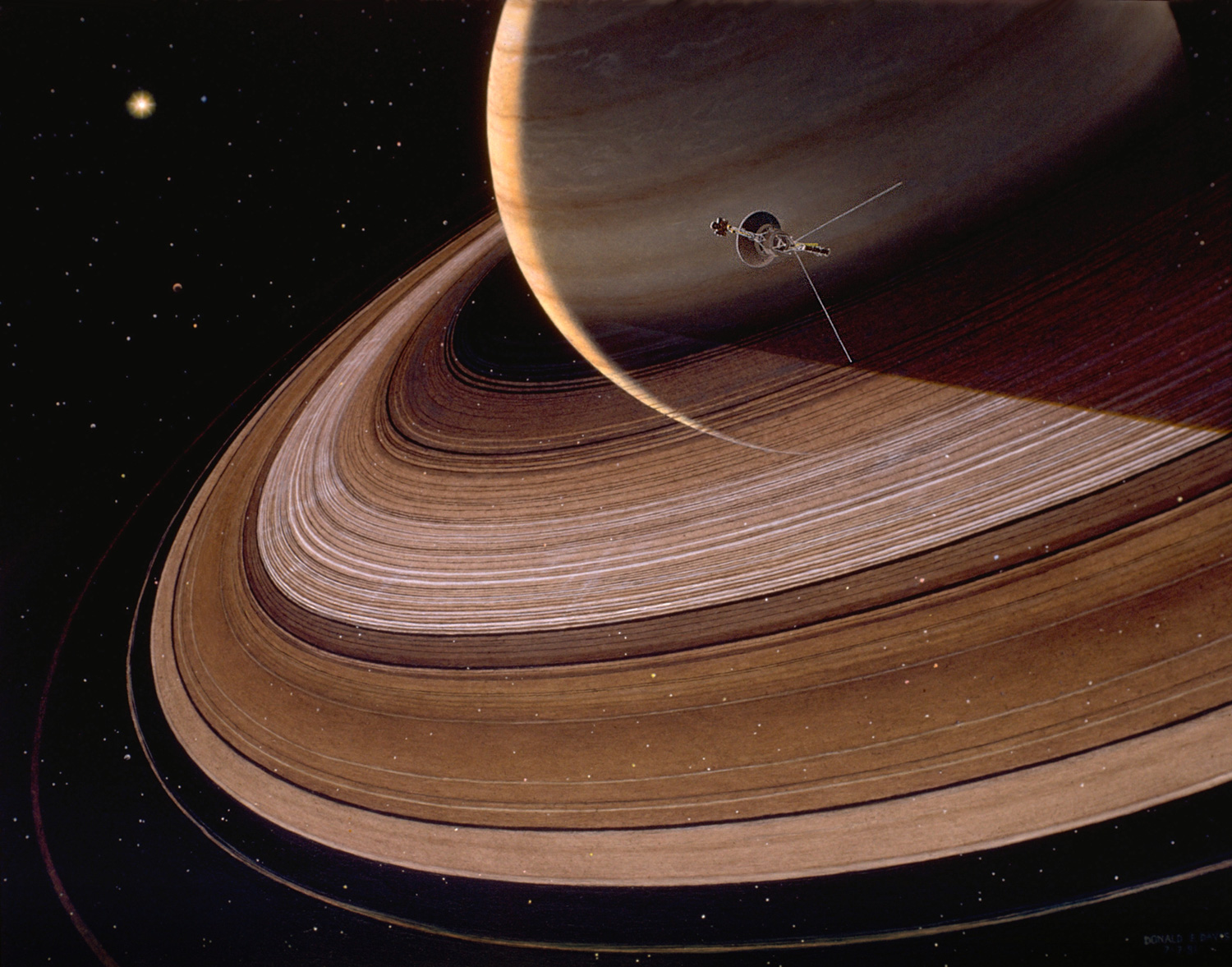
A Voyager–2 szonda a Szaturnusz mellett (fantáziarajz)

1980 novemberében a Voyager–1 űrszonda látogatta meg a Szaturnusz rendszert. Visszaküldte az első nagy felbontású képeket a bolygóról, a gyűrűkről és holdakról. Először láthattuk a különféle holdak felszíni jellemzőit. A Voyager-1 végrehajtott egy Titán közelrepülést is, amellyel nagyban hozzájárult az óriáshold kutatásához. Bebizonyosodott, hogy Titán légköre látható hullámhosszon áthatolhatatlan, úgyhogy felszíni részletek nem voltak láthatók. A közelrepülés megváltoztatta az űrszonda röppályáját, amely így elhagyhatta a Naprendszer síkját.

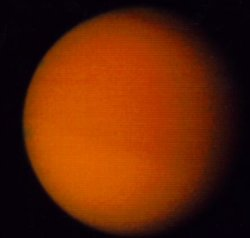
A Titán holdról készült közelkép

Majdnem egy évvel később, 1981 augusztusában a Voyager–2 folytatta a Szaturnusz rendszerének tanulmányozását. A Szaturnusz holdjairól, a légkörben és a gyűrűkben végbemenő változásokról több közelkép is készült. A közelrepülés idején a szonda mozgatható kameraplatformja néhány napon keresztül beragadt és a tervezett fényképezés egy részét nem tudták elvégezni. A Szaturnusz gravitációját felhasználva az űrszonda röppályáját az Uránusz felé irányították.
A Voyager szondák több új holdat erősítettek meg és fedezték fel a gyűrűk közelében vagy belsejében. Felfedezték a kisebb Maxwell- és Keeler-rést is.

### Cassini-Huygens szonda
2004. július 1-jén a Cassini–Huygens űrszonda pályára állt a Szaturnusz körül, de már azelőtt megkezdte a holdrendszer tanulmányozását. 2004 júniusában megközelítette Phoebe holdat, amelyről nagy felbontású képeket és adatokat küldött.
A Cassini még kétszer közelítette meg a Titánt, mielőtt leválasztották róla 2004. december 25-én a Huygens szondát. A Huygens 2005. január 14-én leereszkedett a Titán felszínére. A légköri ereszkedés közben és a leszállás után is rengeteg adatot küldött. 2005 folyamán a Cassini további közelrepüléseket végzett a Titánnál és más jeges holdaknál.
2006. március 10-én a NASA bejelentette, hogy a Cassini gejzírekben feltörő folyékony vízre utaló bizonyítékot fedezett fel az Enceladus holdon.
2006. szeptember 20-án a Cassini felfedezett egy korábban ismeretlen gyűrűt a fényesebb fő gyűrűkön kívül, illetve a G és az E gyűrűn belül.
2006-tól a szonda négy új holdat fedezett fel és erősített meg, majd 2009-ben egy ötödiket, a G gyűrűben. Az elsődleges küldetése 2008-ban ért véget, ekkorra 74 keringést végzett a bolygó körül. A küldetést kétszer is meghosszabbították, először 2010-ig, majd 2010 februárjában 2017-ig ismét meghosszabbították az addig is nagyon sikeres programot.